# Gloriana
Pour le groupe de musique country, voir Gloriana (groupe).

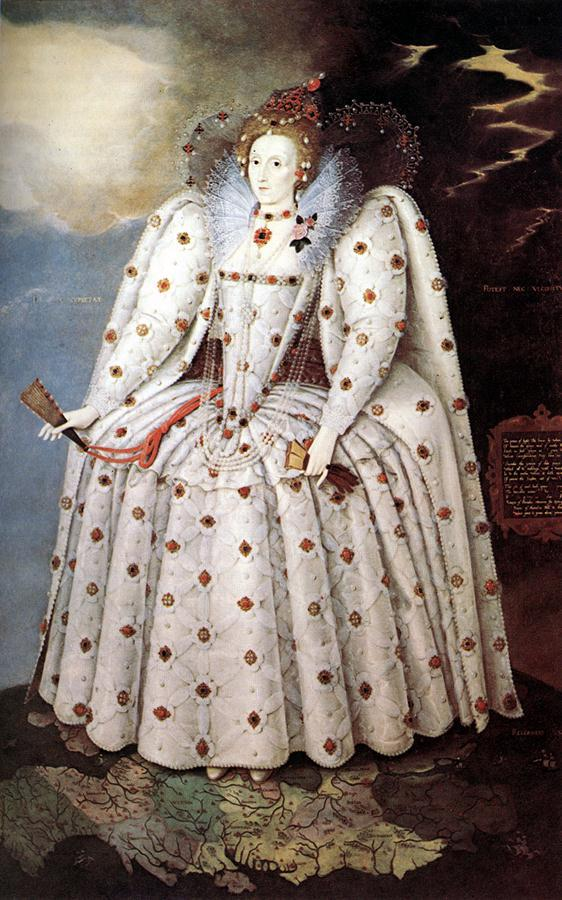
Portrait of queen Elisabeth I

Gloriana est un opéra en trois actes de Benjamin Britten sur un livret de William Plomer d'après l'essai de Lytton Strachey Elizabeth and Essex: a tragic history (1928). Commandé par Covent Garden à l'occasion du couronnement d'Élisabeth II, il est créé le 8 juin 1953 avec Peter Pears, Joan Cross, Geraint Evans sous la direction de John Pritchard.

## Distribution
| Rôle | Voix          | Première, 8 juin 1953 (chef d'orchestre : John Pritchard) |
| --- | ------------- | --------------------------------------------------------- |
| Reine Elizabeth I | soprano       | Joan Cross                                                |
| Robert Devereux, Comte d'Essex | ténor         | Peter Pears                                               |
| Frances, Comtesse d'Essex | mezzo-soprano | Monica Sinclair                                           |
| Charles Blount, 1er Comte du Devonshire | baryton       | Geraint Evans                                             |
| Penelope Blount, Comtesse du Devonshire | soprano       | Jennifer Vyvyan                                           |
| Robert Cecil, 1er Comte de Salisbury | baryton       | Arnold Matters                                            |
| Sir Walter Raleigh, Capitaine de la Garde | basse         | Frederick Dalberg                                         |
| Henry Cuffe | baryton       | Ronald Lewis                                              |
| Une dame | soprano       | Adele Leigh                                               |
| Un chanteur aveugle | basse         | Inia Te Wiata                                             |
| Le Juge de Norwich | basse         | Michael Langdon                                           |
| Une femme d'intérieur | mezzo-soprano | Edith Coates                                              |
| L'Esprit du Masque | ténor         | William McAlpine                                          |
| Le Maître de cérémonie | ténor         | David Tree                                                |
| Le crieur public | baryton       | Rhydderch Davies                                          |
| Le Temps | danseur       | Desmond Doyle                                             |
| L'Harmonie | danseur       | Svetlana Beriosova                                        |
| Chœur: citoyens, demoiselles d'honneur, ladies et gentlemen de la maisonnée, courtisans, hommes masqués, vieillards, hommes et pages de la suite d'Essex, conseillers |               |                                                           |
| Danseurs: villageoises, pêcheurs, danseurs Morris |               |                                                           |
| Acteurs: pages, page de troubadour, fantôme de la Reine Elizabeth I                                                                                                   |               |                                                           |
| Musiciens sur scène : trompettistes, orchestre de danse, cornemuses, guiternes, percussionniste                                                                       |               |                                                           |